# تمردات (1837-1838)
انتفاضتان مسلحتان وقعتا في كندا السفلى والعليا في عامي 1837 و1838. كان الدافع وراءهما هو الإحباط وخيبة الأمل من الإصلاح السياسي، وكان أحد الأهداف الرئيسية المشتركة هو إيجاد حكومة تقدر مسؤوليتها، وهو ما تحقق في نهاية المطاف عقب هذه الحوادث. أدى هذان التمردان مباشرةً إلى صدور بيان اللورد دورهام حول شؤون أمريكا الشمالية البريطانية، وقانون أمريكا الشمالية البريطانية عام 1840، الذي أدى إلى إصلاح المقاطعات البريطانية جزئيًا لتصبح نظامًا موحدًا، والذي أدى بدوره إلى صدور قانون أمريكا الشمالية البريطانية لعام 1867 الذي أنشأ كندا الفيدرالية الحديثة وحكومتها.

## التمردات
كان هناك تمردان في كل من كندا العليا والسفلى. فرّ العديد من المتمردين (بما فيهم ماكينزي) إلى الولايات المتحدة. أنشأ ماكينزي «جمهورية كندا» التي لم تدم طويلًا على الجزيرة البحرية في نهر نياجرا، ولكنه انسحب من الصراع المسلح بعد ذلك بوقت قصير. على النقيض من ذلك، ساعد كل من تشارلز دونكومب وروبرت نيلسون في تحريض ميليشيا هنترز لودجز ذات الأغلبية الأمريكية، والتي نظمت مؤتمرًا في كليفلاند في سبتمبر 1838 للإعلان عن جمهورية أخرى في كندا السفلى.
اعتمدت ميلشيا هنترز لودجز على الأعضاء الأمريكيين في حزب الحقوق المتساوية الراديكالي، وقد أطلقت حربًا وطنية لم تقمع إلا بمساعدة الحكومة الأمريكية. انتهت الغارات بعدما هُزم الثوار في معركة وندسور الحاسمة، وذلك بعد حوالي سنة من الهزيمة الأولى قرب حانة مونتغومري.

### التشابهات
كانت الدساتير في كل من كندا العليا والسفلى تختلف كثيرًا، ولكنها تشابهت في شيء أساسي يتضمن مبدأ «حكومة ملكية مختلطة» - وهو مزيج متوازن بين الملكية والأرستقراطية والديمقراطية.
بيد أن المستعمرات كانت تفتقر إلى العنصر الأرستقراطي، فوجدت القلة المحلية المسيطرة على التجارة المحلية ومؤسسات الدولة والدين تهيمن على مجالسها التشريعية غير المنتخبة.
عرفوا في كندا السفلى باسم «شاتو كليك»، أما في كندا العليا، فعرفوا باسم «العائلة المتراصة». كان أنصار حكم القلة الذين يشغلون المناصب ينتمون إلى «أحزاب المحافظين» ذات القاعدة العريضة، ويعارضهم المعارضة الإصلاحية التي طالبت بحكومة أكثر ديمقراطية جذريًا مما كانت عليه في كل مستعمرة.

## ما بعد الحادثة
حوكم المتمردون الذين قبض عليهم في كندا العليا عقب تمردات 1837، حيث حكم على معظمهم بأنهم مذنبون بالتمرد ضد التاج، وكان من بين أشد العقوبات الحكم بسجن 100 متمردًا كنديا ومتعاطفًا أمريكيًا مدى الحياة في مستعمرات السجون الأسترالية البريطانية.
أعدم كثيرون علانيةً عبر شنقهم، أبرزهم صامويل لانت وبيتر ماثيوز. جرت عمليات إعدام المتمردين في ساحة دار المحكمة بين السجن الجديد في تورونتو والمحكمة. كان من المتوقع أن يشارك رئيس الأشغال العامة، جوزيف شيرد، في أعمال بناء السقالة لإعدام لونت وماثيوز. مع ذلك، ادعى أن الرجال لم يرتبكوا شيئاً، ورفض المساعدة. وقفت ميليشيا أورانج للحراسة أثناء الإعدام لردع ومنع أي عملية إنقاذ.